# Districtul Ahmar El Aïn
Ahmar El Aïn este un district din provincia Tipaza, Algeria.